# Ламли-Сэвил, Джон, 7-й граф Скарборо
Джон Ламли-Сэвил, 7-й граф Скарборо (англ. John Lumley-Savile, 7th Earl of Scarbrough; 15 июня 1760 — 21 февраля 1835) — британский пэр. Он был известен как Достопочтенный Джон Ламли с 1760 по 1807 год и Джон Ламли-Сэвил с 1807 по 1832 год.

## Биография
Родился 15 июня 1760 года. Младший сын Ричарда Ламли-Саундерсона, 4-го графа Скарборо (1725—1782), и Барбары Сэвил (? — 1797), дочери сэра Джорджа Сэвила, 7-го баронета, и Мэри Пратт.
Он получил образование в Итонском колледже и в Королевском колледже в Кембридже, получив степень магистра в 1782 году.
Джон Ламли был сделан пребендарием Йорка в 1782 году и стал ректором Торнхилла в 1793 году. Позднее — ректор Винтрингема, он принял дополнительную фамилию Сэвил в сентябре 1807 года, в соответствии с завещанием своего дяди сэра Джорджа Сэвила, 8-го баронета, когда его старший брат Ричард Ламли-Сондерсон, 6-й граф Скарбро, унаследовал графство, и поместья Сэвила перешли к Джону.
17 июня 1832 года после смерти своего бездетного старшего брата, Ричарда Ламли-Саундерсона, 6-го графа Скарборо (1757—1832), Джон Ламли-Сэвил унаследовал титулы 7-го графа Скарборо (Пэрство Англии), 7-го барона Ламли из замка Ламли (Пэрство Англии), 7-го виконта Ламли (Пэрство Англии) и 8-го виконта Ламли из Уотерфорда (Пэрство Ирландии), став членом Палаты лордов Великобритании.
Лорд Скарборо скончался 21 февраля 1835 года в возрасте 74 лет, упав с лошади во время охоты. Ему наследовал его единственный сын, Джон Ламли-Сэвил, 8-й граф Скарборо.

## Семья
5 ноября 1785 года Джон Ламли женился на Энн Мэрии Херринг (ум. 17 марта 1850), дочери дочери Джулин Геринг. у супругов было четверо детей:
- Джон Ламли-Сэвил, 8-й граф Скарборо (18 июля 1788 — 29 октября 1856)[2]
- Леди Энн Мэри Ламли-Сэвил (1791 — 5 мая 1840)
- Леди Луиза Фрэнсис Ламли-Сэвил (19 июня 1794 — 7 января 1885)
- Леди Генриетта Барбара Ламли-Сэвил (1796 — 17 июля 1864)[2].